# Force athlétique aux Jeux paralympiques d'été de 2024
Navigation
Tokyo 2020 Los Angeles 2028
L'haltérophilie aux Jeux paralympiques d'été de 2024 se déroulent du 4 au 8 septembre 2024 à l'Arena Porte de la Chapelle, en France. Il s'agit de la 11e apparition de la force athlétique aux Jeux paralympiques. 

## Organisation

### Lieu de la compétition
Les épreuves de para-haltérophilie ont lieu à l'Arena Porte de la Chapelle, après avoir accueilli la semaine précédente les tournois de para-badminton.
La salle a été créée pour l’occasion des Jeux olympiques où se déroulera les épreuves olympiques de badminton puis de gymnastique rythmique.

### Calendrier
| C | Jour de compétition | 4 | Nombre de finales |

| Épreuves | Jour de compétition ( septembre) | Jour de compétition ( septembre) | Jour de compétition ( septembre) | Jour de compétition ( septembre) | Jour de compétition ( septembre) | Jour de compétition ( septembre) | Jour de compétition ( septembre) | Jour de compétition ( septembre) | Jour de compétition ( septembre) | Jour de compétition ( septembre) |
| Épreuves | Mer 4                            | Mer 4                            | Jeu 5                            | Jeu 5                            | Ven 6                            | Ven 6                            | Sam 7                            | Sam 7                            | Dim 8                            | Dim 8                            |
| -------- | -------------------------------- | -------------------------------- | -------------------------------- | -------------------------------- | -------------------------------- | -------------------------------- | -------------------------------- | -------------------------------- | -------------------------------- | -------------------------------- |
| Hommes   | -49 kg                           | -54 kg                           | -59 kg                           | -65 kg                           | -72 kg                           | -80 kg                           | -88 kg                           | -97 kg                           | -107 kg                          | +107 kg                          |
| Femmes   | -41 kg                           | -45 kg                           | -50 kg                           | -55 kg                           | -61 kg                           | -67 kg                           | -73 kg                           | -79 kg                           | -86 kg                           | +86 kg                           |

### Classification
Selon les règles de classification de la Fédération internationale de force athlétique (IPF), les athlètes qui ne peuvent pas participer aux évènements d'haltérophilie classique en raison d'une déficience physique affectant les jambes ou les hanches sont considérées comme admissibles à participer aux événements d'haltérophilie aux Jeux paralympiques.
L'ensemble des catégories de poids n'ont pas évolué par rapport à la précédente olympiade.
| Hommes | Hommes  | Femmes | Femmes |
| ------ | ------- | ------ | ------ |
| 49 kg  | 80 kg   | 41 kg  | 67 kg  |
| 54 kg  | 88 kg   | 45 kg  | 73 kg  |
| 59 kg  | 97 kg   | 50 kg  | 79 kg  |
| 65 kg  | 107 kg  | 55 kg  | 86 kg  |
| 72 kg  | +107 kg | 61 kg  | +86 kg |

## Participants

### Critères de qualification
Un comité paralympique ne peut inscrire qu'un seul athlète pour chaque épreuve individuelle.
Les athlètes sont éligibles pour la qualification s'ils ont satisfait aux exigences obligatoires du parcours de qualification 2021-2024, comprenant la participation aux Championnats du monde 2021 et 2023, aux championnats continentaux 2022 et à au moins deux coupes du monde de para-halophilie. Le top 8 du classement mondial établi le 26 juin 2024 (selon les critères précédemment cités) peut participer aux jeux.
Une commission bipartite invite également 20 athlètes supplémentaires à rejoindre le tournoi.

### Nations participantes
| Afrique | Amériques | Asie | Europe | Océanie         |
| --- | --- | --- | --- | --------------- |
| - Algérie (3) - Cameroun (1) - Côte d'Ivoire (1) - Égypte (13) - Ghana (1) - Kenya (1) - Libye (1) - Maroc (2) - Nigeria (8) - Ouganda (1) | - Argentine (1) - Brésil (11) - Chili (4) - Colombie (5) - Cuba (1) - Équateur (1) - El Salvador (1) - États-Unis (2) - Mexique (3) - Panama (1) - Pérou (1) - République dominicaine (1) - Venezuela (1) | - Arabie Saoudite (1) - Chine (16) - Corée du Sud (4) - Émirats arabes unis (1) - Inde (4) - Indonésie (3) - Irak (6) - Iran (6) - Japon (1) - Jordanie (7) - Kazakhstan (5) - Kirgizstan (1) - Malaisie (3) - Mongolie (1) - Ouzbékistan (8) - Taipei chinois (1) - Thaïlande (2) - Turkménistan (1) - Vietnam (4) | - Arménie (1) - Azerbaïdjan (1) - Belgique (2) - Chypre (1) - Espagne (1) - France (4) - Grande-Bretagne (7) - Géorgie (1) - Grèce (2) - Hongrie (1) - Irlande (1) - Italie (3) - Moldavie (1) - Pologne (4) - Serbie (1) - Turquie (5) - Ukraine (3) | - Australie (2) |
| 10 pays | 12 pays | 19 pays | 17 pays | 1 pays          |
| Équipe paralympique des réfugiés (1) | | | |                 |

## Résultats

### Podiums masculins
| Épreuves | Or                             | Or        | Argent                         | Argent | Bronze                       | Bronze |
| -------- | ------------------------------ | --------- | ------------------------------ | ------ | ---------------------------- | ------ |
| 49 kg    | Omar Sami Hamadeh Qarada (JOR) | 181 kg    | Abdullah Kayapinar (TUR)       | 180 kg | Cong le Van (VIE)            | 171 kg |
| 54 kg    | David Degtyarev (KAZ)          | 188 kg    | Pablo Ramiez Barrientos (CUB)  | 185 kg | Yang Jinglang (CHN)          | 179 kg |
| 59 kg    | Mohamed Elmenyawy (EGY)        | 201 kg    | Qi Yongkai (CHN)               | 200 kg | Mohsen Bakhtiar (IRI)        | 197 kg |
| 65 kg    | Zou Yi (CHN)                   | 215 kg    | Mark Swan (GBR)                | 213 kg | Hocine Bettir (ALG)          | 209 kg |
| 72 kg    | Bonnie Bunyau Gustin (MAS)     | 232 kg WR | Hu Peng (CHN)                  | 214 kg | Donato Telesca (ITA)         | 213 kg |
| 80 kg    | Rouhollah Rostami (IRI)        | 242 kg WR | Gu Xiaofei (CHN)               | 225 kg | Rasool Mohsin (IRQ)          | 215 kg |
| 88 kg    | Yan Panpan (CHN)               | 242 kg PR | Mohamed Elelfat (EGY)          | 224 kg | Yurii Babynets (UKR)         | 214 kg |
| 97 kg    | Abdelkareem Khattab (JOR)      | 270 kg WR | Ye Jixiong (CHN)               | 229 kg | Fabio Torres (COL)           | 228 kg |
| 107 kg   | Aliakbar Gharibshahi (IRI)     | 252 kg PR | Enkhbayaryn Sodnompiljee (MGL) | 248 kg | José de Jesús Castillo (MEX) | 222 kg |
| +107 kg  | Ahmad Aminzadeh (IRI)          | 263 kg    | Anton Kriukov (UKR)            | 251 kg | Akaki Jintcharadze (GEO)     | 250 kg |

### Podiums féminins
| Épreuves | Or                             | Or        | Argent              | Argent | Bronze                                | Bronze |
| -------- | ------------------------------ | --------- | ------------------- | ------ | ------------------------------------- | ------ |
| 41 kg    | Cui Zhe (CHN)                  | 119 kg PR | Esther Nworgu (NGR) | 118 kg | Lara de Lima (BRA)                    | 109 kg |
| 45 kg    | Guo Lingling (CHN)             | 123 kg WR | Zoe Newson (GBR)    | 109 kg | Nazmiye Muratli (TUR)                 | 108 kg |
| 50 kg    | Clara Fuentes Monasterio (VEN) | 124 kg PR | Xiao Jinping (CHN)  | 119 kg | Olivia Broome (GBR)                   | 119 kg |
| 55 kg    | Rehab Ahmed (EGY)              | 121 kg    | Besra Duman (TUR)   | 113 kg | Kamolpan Kraratpet (THA)              | 108 kg |
| 61 kg    | Onyinyechi Mark (NGR)          | 150 kg WR | Cui Jianjin (CHN)   | 140 kg | Amalia Pérez (MEX)                    | 130 kg |
| 67 kg    | Tan Yujiao (CHN)               | 142 kg WR | Fatma Elyan (EGY)   | 139 kg | Maria de Fatima Costa de Castro (BRA) | 133 kg |
| 73 kg    | Mariana D'Andrea (BRA)         | 148 kg PR | Ruza Kuzieva (UZB)  | 147 kg | Sibel Çam (TUR)                       | 120 kg |
| 79 kg    | Han Miaoyu (CHN)               | 154 kg WR | Bose Omolayo (NGR)  | 145 kg | Safaa Hassan (EGY)                    | 139 kg |
| 86 kg    | Tayana Medeiros (BRA)          | 156 kg PR | Zheng Feifei (CHN)  | 155 kg | Marion Serrano (CHI)                  | 134 kg |
| +86 kg   | Folashade Oluwafemiayo (NGR)   | 167 kg WR | Deng Xuemei (CHN)   | 155 kg | Nadia Ali (EGY)                       | 145 kg |

### Tableau des médailles
| Rang  | Nation | Or | Argent | Bronze | Total |
| ----- | ------ | -- | ------ | ------ | ----- |
| 1     | -      | 0  | 0      | 0      | 0     |
| Total | Total  | -  | -      | -      | -     |